# Arturo Barea
Arturo Barea Ogazón (Badajoz, 20 de septiembre de 1897-Faringdon, Inglaterra, 24 de diciembre de 1957) fue un escritor y periodista español, autor de La forja de un rebelde, trilogía incluida por la crítica entre lo mejor de la narrativa del exilio, junto con las nueve novelas cortas que constituyen Crónica del alba, de Ramón J. Sender y la secuencia de seis novelas, El laberinto mágico, de Max Aub.

## Biografía
Arturo Barea nació en Badajoz el 20 de septiembre de 1897. Su padre trabajaba en el servicio de reclutamiento y murió a los 34 años. Su madre y sus  hermanos se trasladaron a Madrid donde ella trabajó de lavandera en el río Manzanares, y vivían en un cuchitril abuhardillado en Lavapiés, aunque Barea fue colocado con unos tíos acomodados que le dieron educación; estudió en las Escuelas Pías de San Fernando, pero dejó los estudios a los trece años, al morir el tío. Trabajó de aprendiz en un comercio, y más tarde en un banco hasta 1914. Llamado a filas en 1920, tuvo que ir a Marruecos, donde vivió la derrota de Annual en 1921. Se casó en 1924 con Aurelia Grimaldos y tuvieron cuatro hijos, aunque el matrimonio terminó separándose.
Con la II República se incorporó a la vida sindical en UGT. Durante la guerra civil española apoyó al bando republicano realizando diversas misiones de carácter cultural y propagandístico. Fue responsable del servicio de censura de la prensa extranjera en el Ministerio de Estado, que controlaba las comunicaciones de los corresponsales extranjeros desde la  Telefónica de Gran Vía. Allí vivió el asedio de Madrid y los bombardeos que tenían el rascacielos como uno de sus objetivos habituales. También ha quedado noticia de su participación en emisiones radiofónicas desde un sótano acolchado, bajo el seudónimo «La voz desconocida de Madrid».
En 1938 se casó con la periodista austriaca Ilse Kulcsar, que sería la principal traductora de la versión inglesa de sus libros. Al finalizar la contienda se exilió a Inglaterra, donde consiguió la nacionalidad británica en 1948, y continuó con sus actividades literarias hasta su fallecimiento. En Gran Bretaña continuó su tarea radiofónica, y llegó a pronunciar más de 900 alocuciones en la BBC bajo el seudónimo de Juan de Castilla.
Barea falleció en Faringdon, un pueblo del condado de Oxford, el 24 de diciembre de 1957 tras dieciocho años de exilio. Sus cenizas fueron esparcidas en el jardín de su casa, a las afueras de Faringdon, en la finca del aristócrata Lord Faringdon, defensor de la causa republicana que en 1936 había trabajado en un hospital de campaña en el frente de Aragón durante la guerra civil española.

### Tumba de Barea
Tras la muerte de Ilse en Viena en 1972, la artista Olive Renier, amiga y compañera de los Barea en la BBC en 1940, hizo una lápida para la familia Barea en la que puede leerse: 

«Yo erigí la lápida, pero fui incapaz de encontrar palabras que expresaran mis sentimientos por aquellas cuatro personas, cuya causa (aunque ellos decían encontrarse entre los afortunados) era el símbolo de las enormes causas perdidas de nuestra generación —la causa de España, la de los judíos, la de la social democracia en Alemania, en Italia, en fin, en toda Europa.»

En octubre de 2010 colaboraron en la restauración de la lápida Paul Preston, Gabriel Jackson, Javier Marías, Elvira Lindo, Santos Juliá, William Chislett, Michael Eaude (biógrafo de Barea), Nigel Townson (editor de la edición en tres volúmenes de las obras de Barea, publicadas por la editorial Debate), Edwin Williamson (titular de la Cátedra Alfonso XIII de Estudios Hispánicos en la Universidad de Oxford) y Jeremy Treglown (exeditor del Times Literary Supplement). En agosto de 2013 se instaló una placa en el pub que frecuentó durante su estancia en Inglaterra. En marzo de 2017 el Ayuntamiento de Madrid, tras acuerdo del pleno del distrito de Centro el 30 de noviembre de 2016, inauguraba una plaza en el barrio de Lavapiés dedicada a Arturo Barea en un acto que, además de la alcaldesa Manuela Carmena, contó con la presencia de los escritores William Chislett, Ian Gibson y Elvira Lindo.
Los padres austriacos de Ilse, la segunda mujer de Barea, refugiados judíos que escaparon de la persecución nazi, también están enterrados junto a esta tumba.

## Obra
Todos sus libros fueron escritos en castellano pero publicados primero en versión inglesa y, sólo más tarde, en castellano (por la editorial Losada, en Argentina), a excepción de los veinte relatos sobre la guerra incluidos en Valor y miedo: relatos, publicados en Barcelona en 1938. Se considera su obra más importante la trilogía autobiográfica La forja de un rebelde de 1951, que fue traducida al inglés por Ilse Kulcsar, su  esposa, con el título The Forging of a Rebel. Es una demostración de su control creativo, con una cantidad de personajes descritos con un vigor extraordinario, además de un gran manejo del ambiente y las ideas que rodearon su juventud y madurez. La obra se compone de tres volúmenes: el primero narra su infancia y adolescencia, el segundo su experiencia en la guerra de Marruecos y el tercero la Guerra Civil. El libro tuvo tal éxito que llegó a ser el quinto español más traducido en el mundo en los años cincuenta, al mismo tiempo que su obra era aclamada en los Estados Unidos, lo que le permitió seguir escribiendo. Más tarde compuso Lorca: the poet and his people, 1944, y Unamuno, 1952. Ilse Kulcsar editó póstumamente (1960) los cuentos dispersos de Barea en El centro de la pista.
- Valor y miedo, 1938 (cuentos de la Guerra Civil).
- La forja de un rebelde, 1941-1944. I. La forja. II. La ruta. III. La llama. Primera edición en castellano, en Buenos Aires, Losada, 1951; ahora en Barcelona, Debolsillo, 2007 (trilogía autobiográfica).
- Lorca, el poeta y su pueblo, 1944. Edición colección 'Los Galeotes' Instituto Cervantes en 2018.
- Unamuno, 1955 (ensayo).
- La raíz rota, 1952. Primera edición en castellano, Buenos Aires, Santiago Rueda, 1953; ahora en Madrid, Salto de Página, 2009 (novela).
- El centro de la pista, 1960 (cuentos).

### La forja de un rebelde
Aunque escribió artículos, cuentos y otra novela tardía, La raíz rota, se considera que su mejor obra es la trilogía autobiográfica escrita en Inglaterra entre 1940 y 1945, y que al publicarse conjuntamente los tres volúmenes una vez traducidos al inglés (Barea había perdido el original escrito en español) llevó por título La forja de un rebelde. La primera, La forja (The Forge), narra la niñez y la adolescencia de un chico de Madrid, cuya madre es lavandera en el Manzanares (es decir, el mismo Barea), y cómo intenta ganarse la vida de meritorio en un banco. La segunda, La ruta (The Track), cuenta su experiencia militar en Marruecos durante la guerra contra los independentistas rifeños, donde llega a conocer y a contar algunas anécdotas sobre el entonces comandante Francisco Franco y el fundador de la Legión Española, Millán Astray. La tercera, La llama (The Clash), narra la experiencia de la Guerra Civil. Según el propio Barea, la obra retrata más lo colectivo que lo individual. Fue calificado por Gabriel García Márquez como uno de «los diez mejores libros escritos en España después de la Guerra Civil».

#### Serie televisiva
En 1990 Televisión Española emitió La forja de un rebelde, serie de 6 capítulos basada en sus novelas autobiográficas. Juan Antonio Porto adaptó el texto, y la dirigió Mario Camus. Participaron los actores Antonio Valero (Arturo Barea), Lydia Bosch (Aurelia), Emilio Gutiérrez Caba (Pla) y Carlos Hipólito (Antonio). La música la compuso Lluis Llach. La dirección de fotografía corrió a cargo de Fernando Arribas y Javier Aguirresarobe. Los efectos especiales fueron dirigidos por Reyes Abades. Javier Tusell fue el asesor histórico de la serie.
Con un presupuesto de 14 millones de euros, fue la serie más cara rodada hasta el momento por TVE. Se destacó en su momento el meticuloso trabajo de recreación histórica, que incluyó una reconstrucción de un segmento de la Gran Vía madrileña tal como era en los años 1930 y el rodaje de escenas en el norte de África. Participaron 20 000 extras. Se estrenó el 30 de marzo de 1990, y existe versión en DVD.